# 四国水族館
四国水族馆（日语：／ Shikoku Suizokukan）是位于香川县绫歌郡宇多津町的水族馆。该水族馆根据日本文部科学省的博物馆法被认定为博物馆级设施。

## 简介
该水族馆于2020年4月开业，是四国最大的水族馆之一。水族馆由四国水族馆开发株式会社建造，该公司是由包括香川县在内的多家公司共同投资成立的合资企业。水族馆由总部位于冈山市北区的Wesco Holdings全资子公司Aquament株式会社运营，该公司还运营着神户须磨海洋世界。四国水族馆开发株式会社与香川大学签订了合作协议，旨在开展联合研究、人才培养和社区贡献。
该水族馆位于宇多津临海公园的一角，是一栋两层建筑，内设78个水族箱。

## 历史
四国水族馆于2017年10月开工，原定于2020年3月20日开馆，但由于新冠疫情蔓延，宣布开馆日期将推迟。后于4月1日提前向四国居民开放。入口处安装了热成像摄像机测量游客体温，并暂停了海豚表演和喂食体验。4月8日至5月底因新冠疫情闭馆后，于6月1日重新开放。此次重新开放将不再实施基于居住地的入场限制，但每次入场人数将限制在600人，并将实施要求游客佩戴口罩、入场时进行手脚消毒等感染控制措施。
2021年10月18日，累计游客人数达到100万人。馆长表示：“（如果不是因为新冠疫情）我们去年这个时候就已经达到了这个里程碑。”2024年，水族馆展出了在本馆出生的黄唇雀鲷和小判鲹。这是该水族馆首次繁殖黄唇雀鲷，也是第二次繁殖小判鲹。同年8月水族馆累计游客人数达到300万人次。

## 展示
常设展览涵盖约400个物种、14,000个动物。博物馆分为以下主要展区：
- 本馆一楼 - 濑户内海区、太平洋区、深海区、水母区
  - 绵津见之景 - 四国最大的水槽，容量650吨，展示太平洋洄游鱼类。
  - 神无月之景 - 展示路氏双髻鲨。水槽的设计使游客可以从底部向上观看。
  - 漩涡之景 - 以鸣门漩涡为主题的展览。
- 本馆二楼 - 水獭展区
  - 清流女王之景 - 以香鱼生命周期为主题的展览。
- 海滨别馆 - 海狮之景、企鹅之景、潮池之景、太公望之景
- 西别馆一楼 - 海豚厅、讲座厅
- 西别馆二楼 - 海豚池、日落平台

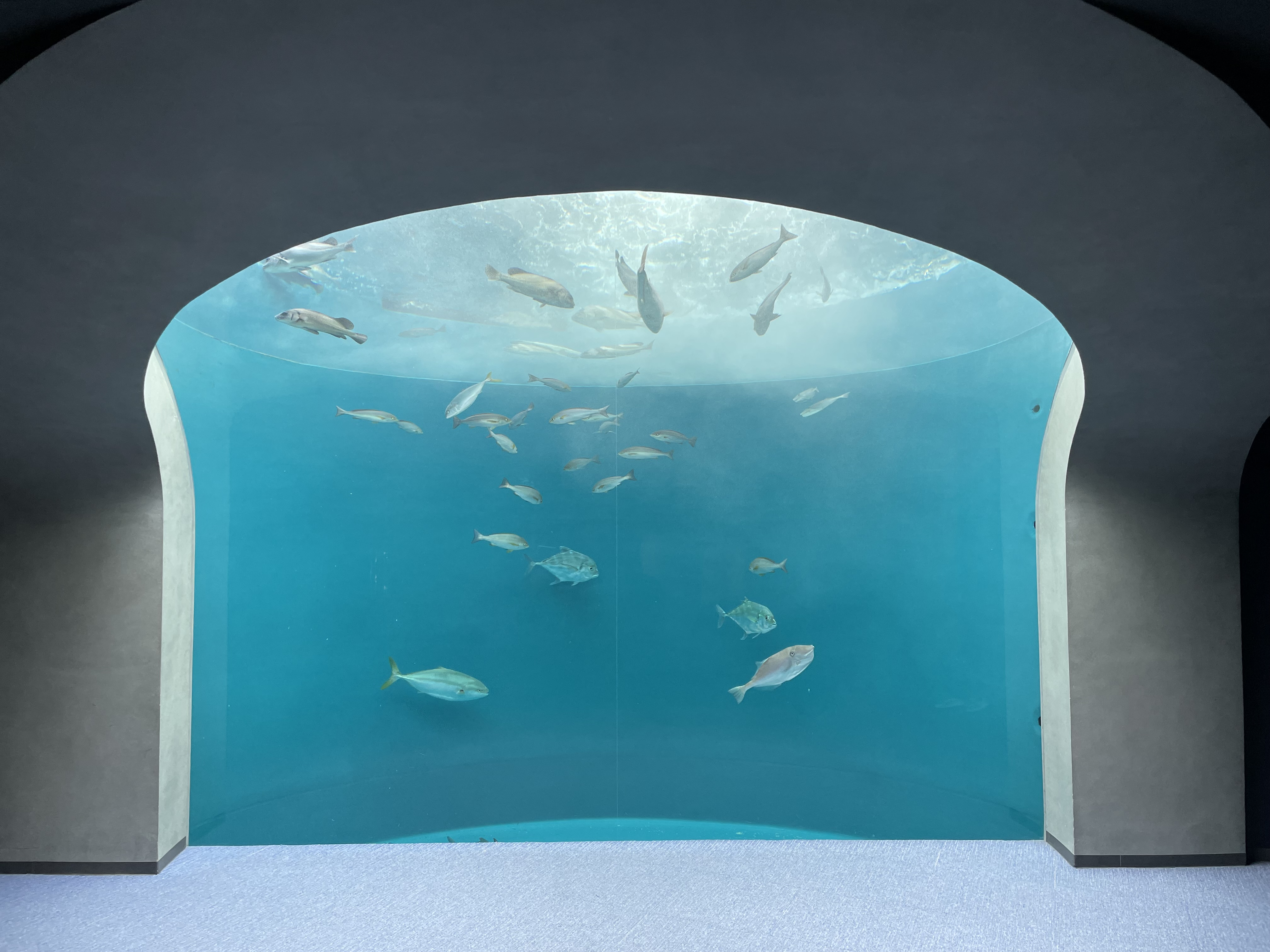
漩涡之景
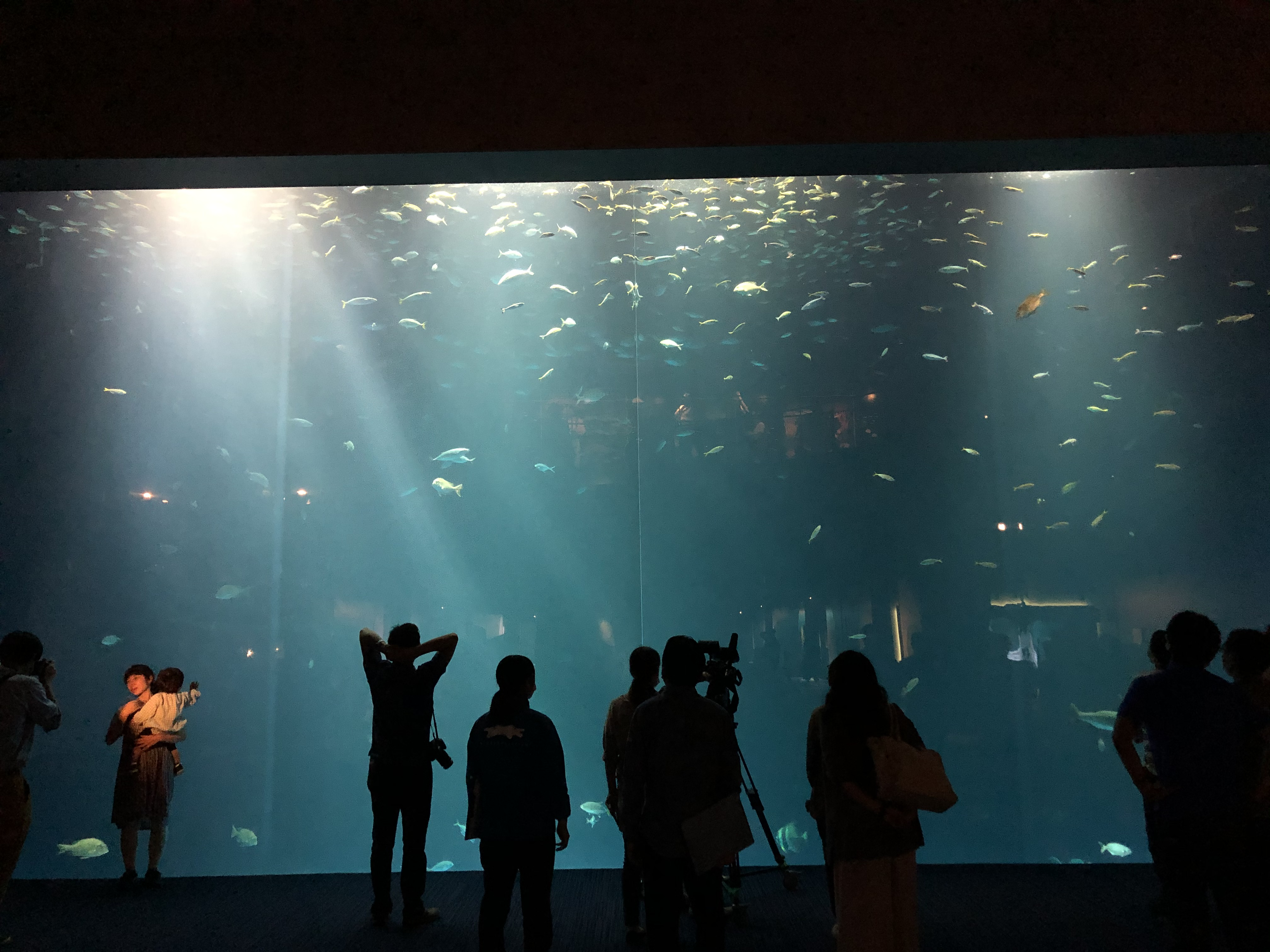
绵津见之景
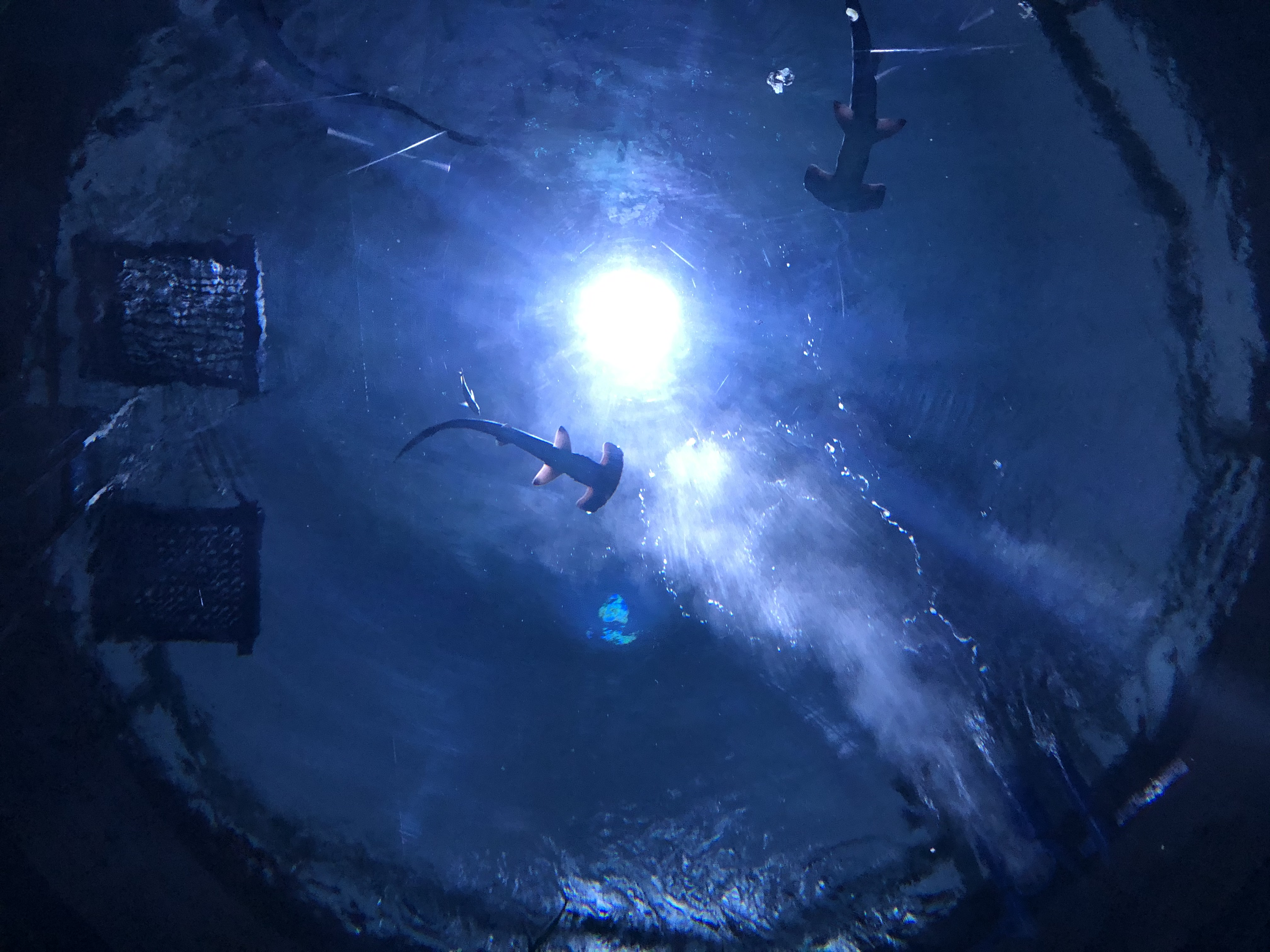
神无月之景
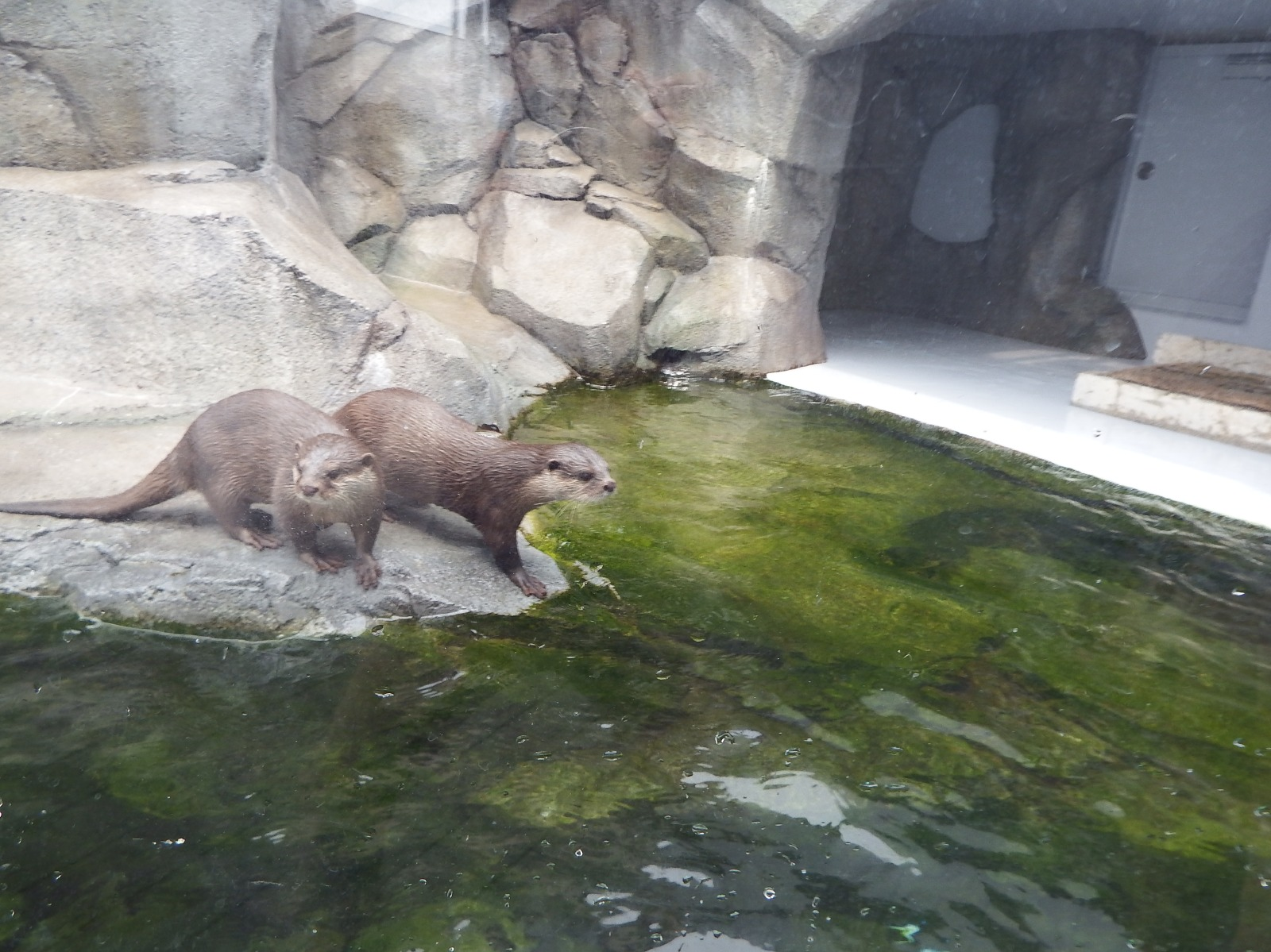
水濑展区
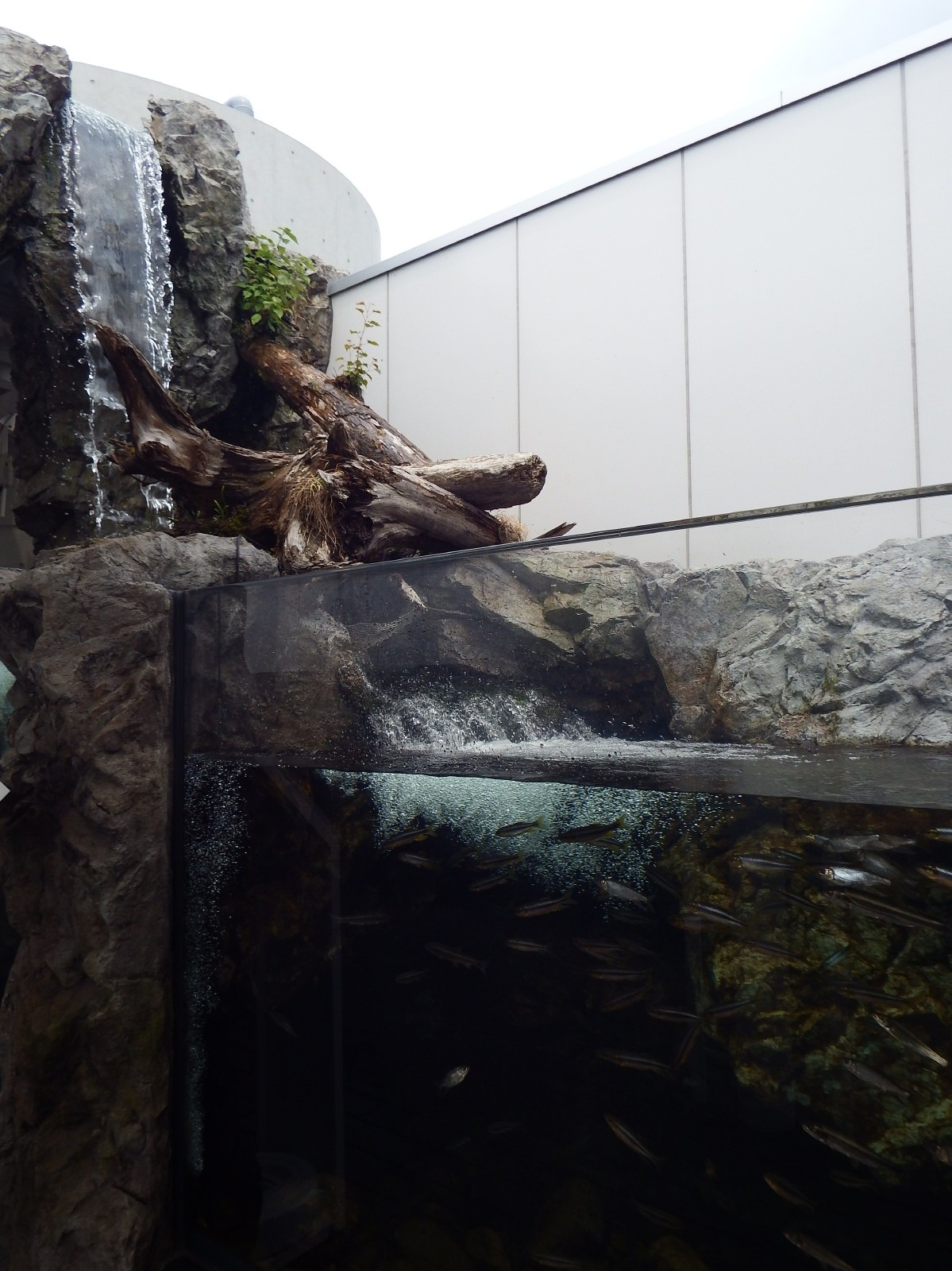
清流女王之景
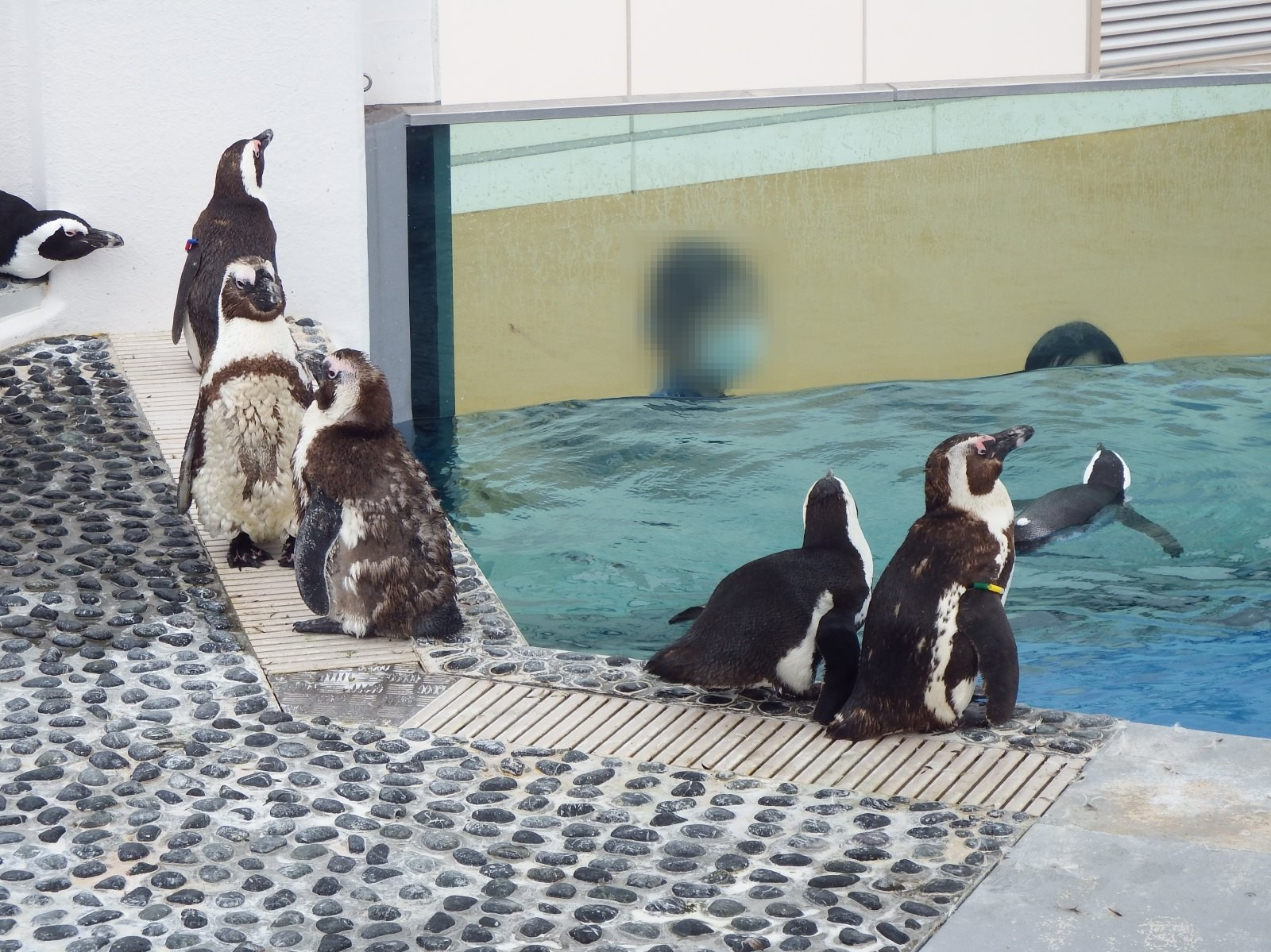
企鹅之景
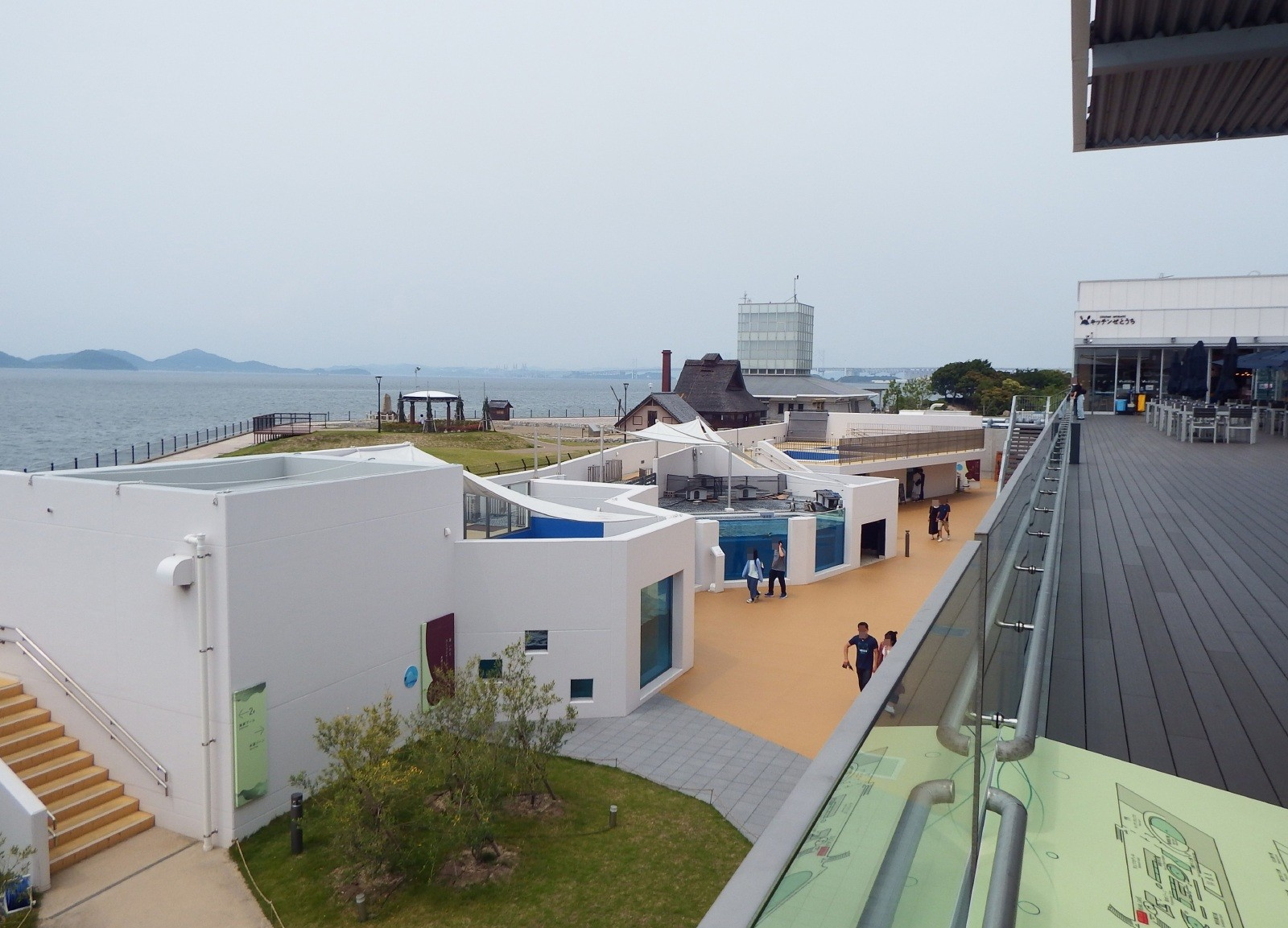
濑户内展区
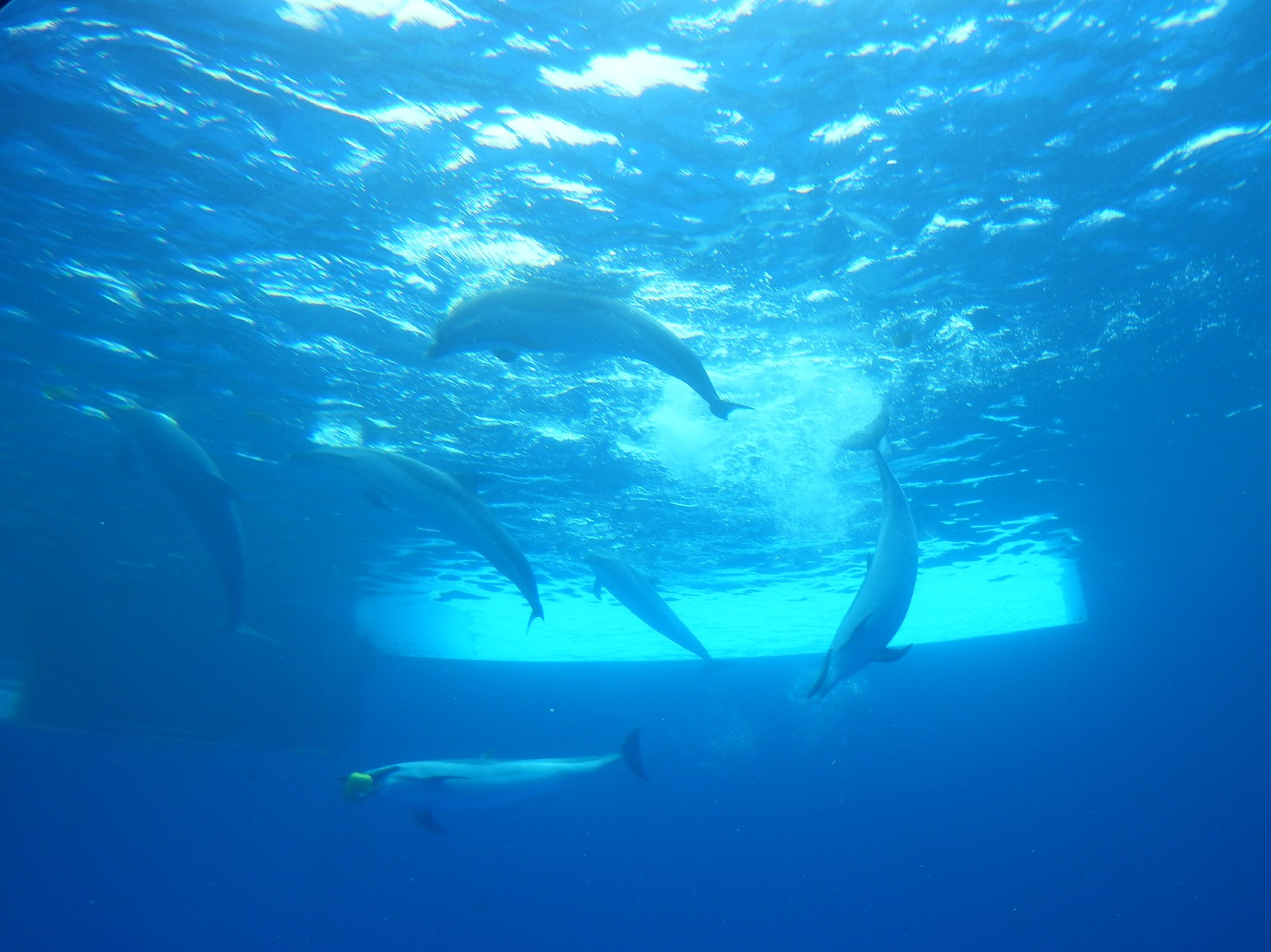
海豚水槽
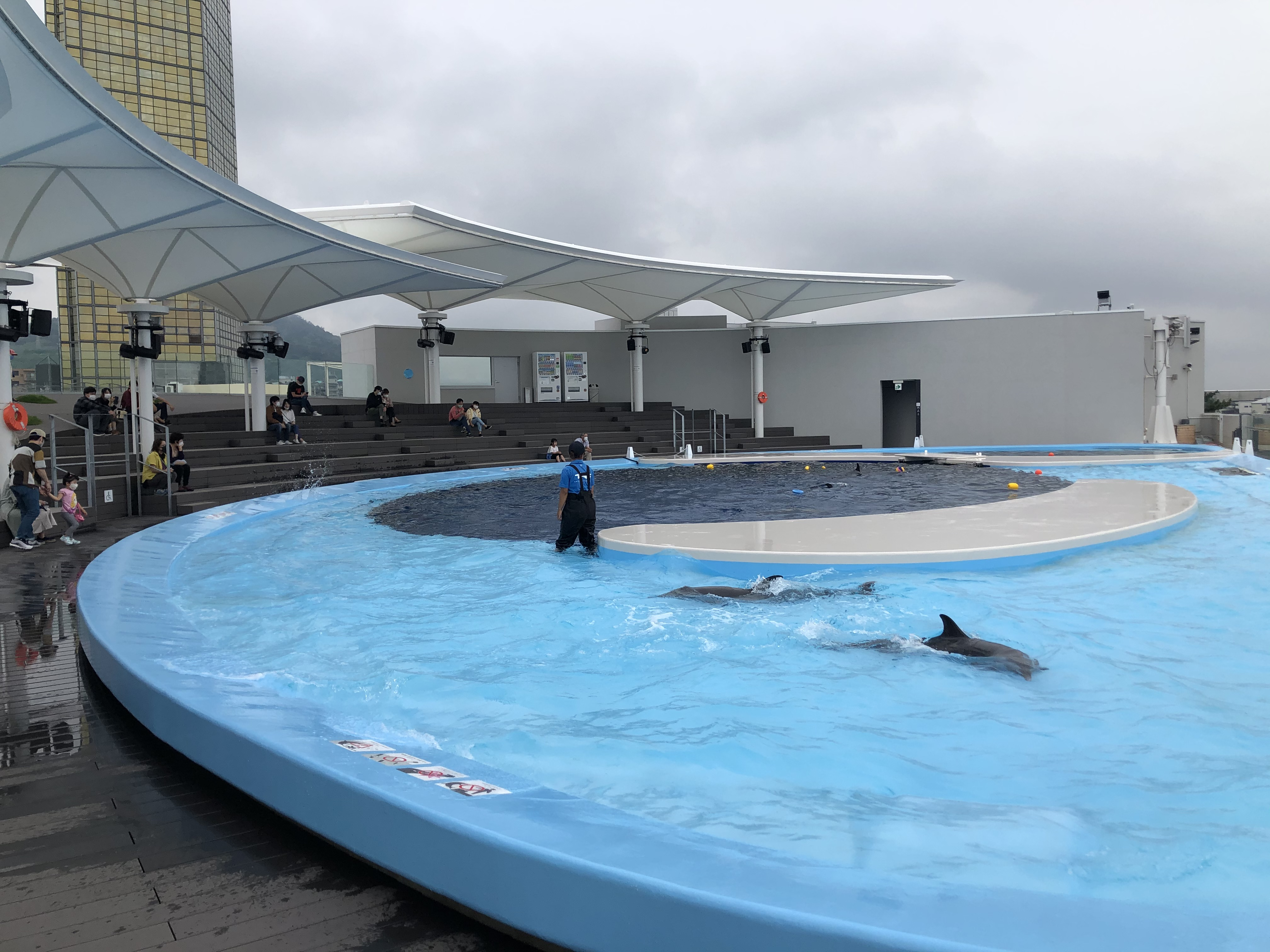
海豚池
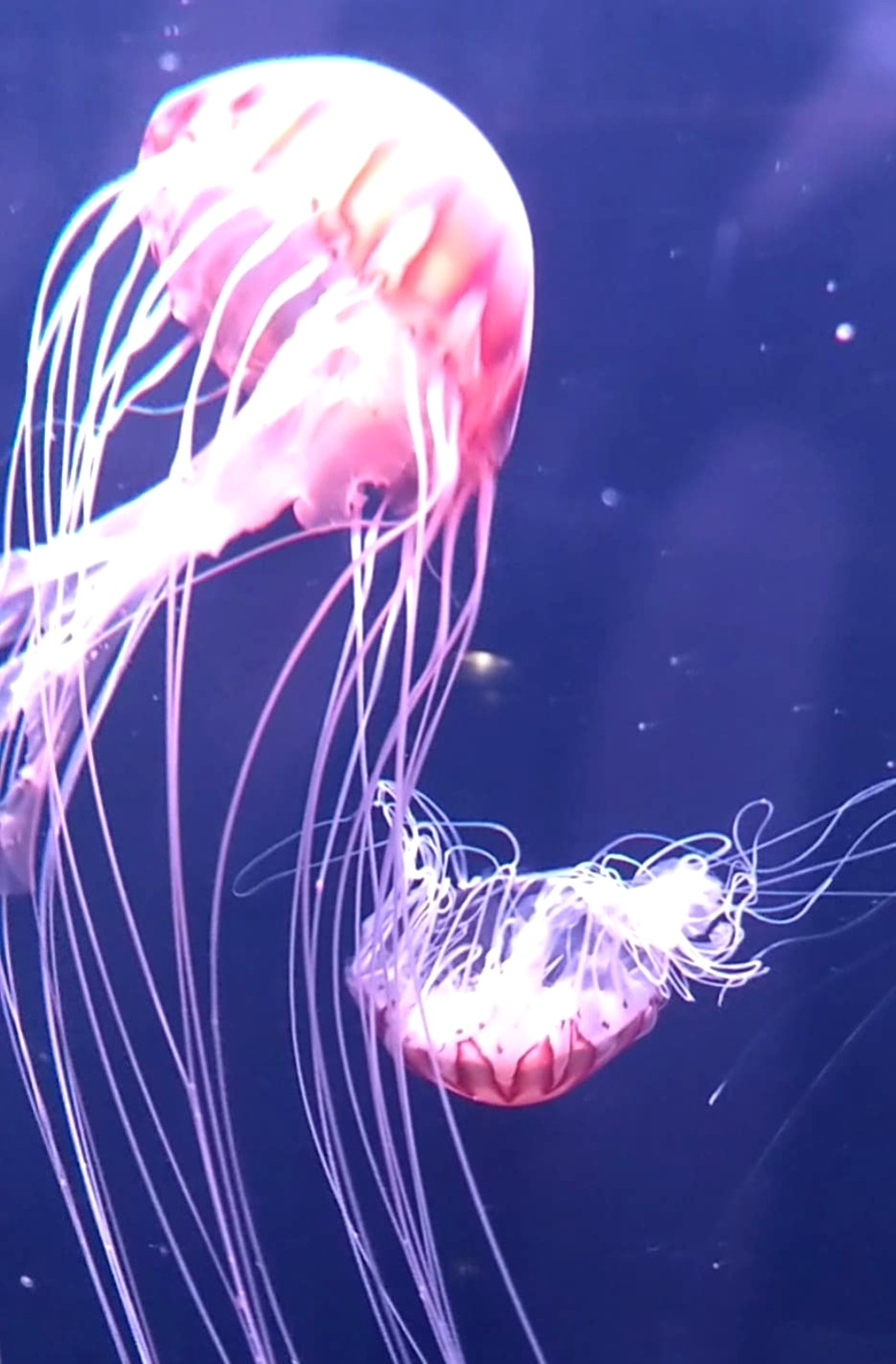
水母展示

## 吉祥物
该馆的吉祥物一只名叫“Shuko君”的雄性双髻鲨。这个名字源于双髻鲨和四国的日文谐音，是在一场征集中从4604人提出的55个名字中选出的。一位居住在高松市的6岁女孩通过抽签被选为命名者。

## 交通
- 距离JR四国予讚線和本四备赞线（濑户大桥线）的宇多津站步行12分钟。[19]
- 距离坂出IC约10分钟车程，距离坂出北IC约5分钟车程。[20]